# Endorsement
Endorsement (em português: patrocínio, endosso ou apoio) é uma técnica que marcas de instrumentos usam para divulgar seus produtos. Ocorre quando um músico recebe um produto ou serviço de uma empresa que deseja uma divulgação, seja em shows, gravação de álbuns (estúdio ou ao vivo), workshop, além do seu uso na mídia. Há vários músicos endorsees, como Juninho Afram, Kiko Loureiro e Mozart Mello da Tagima, André Mattos, Igor Cavalera e Haroldo Ferretti da Pearl, Wanderson Bersani na Cast, entre outros.